# John Williamson
John Lee Williamson (New Haven, Connecticut, 10 de noviembre de 1951-Ibídem, 30 de noviembre de 1996) fue un jugador de baloncesto estadounidense que disputó cinco temporadas en la NBA y tres más en la ABA. Con 1,88 metros de estatura, jugaba en la posición de base.

## Trayectoria deportiva

### Universidad
Jugó durante dos temporadas con los Aggies de la Universidad Estatal de Nuevo México, en las que promedió 27,2 puntos y 6,3 rebotes por partido. Su promedio de anotación es hoy en día récord de su universidad, manteniendo también el de más puntos en un partido, con 48 logrados contra California en 1972.

### Profesional
Fue elegido en la nonagésimo sexta posición del Draft de la NBA de 1973 por Atlanta Hawks, pero fue descartada su contratación, fichando como agente libre por los New York Nets de la ABA, donde fue directamente a parar al quinteto titular. Allí, junto a jugadores como Julius Erving o Billy Paultz, consiguieron ganar el campeonato, derrotando a los Utah Stars en las Finales. Williamson firmó una excelente temporada, promediando 14,5 puntos y 3,2 asistencias por partido, que le sirvieron para aparecer en el Mejor quinteto de rookies de la ABA.
Dos años después, los Nets repitieron campeonato, con Williamson nuevamente como protagonosta. En el sexto partido de las Finales, que a la postre sería definitivo, los Denver Nuggets ganaban por 22 puntos a falta de 5 minutos para finalizar el tercer cuarto. Kevin Loughery, el entrenador de los Nets, puso en pista a Williamson, en cual consiguió 16 puntos en el último periodo, para un parcial de 34-14 que les daba la victoria en el partido y en el campeonato. Esa temporada acabó con 16,2 puntos y 2,5 asistencias por partido.
Al año siguiente la ABA desapareció, y el equipo se unió a la NBA. Mediada la temporada fue traspasado a Indiana Pacers a cambio de Darnell Hillman y una primera ronda del draft de 1977 (Bernard King). Tras acabar la temporada con las mejores estadísticas de toda su carrera hasta ese momento (20,7 puntos y 3,7 asistencias por partido), mediada la siguiente regresó a los Nets, ya en Nueva Jersey, quienes dieron a cambio a Bob Carrington y dos futuras segundas rondas del draft.
Su regreso no pudo ser mejor, ya que en los 33 partidos que disputó de la temporada 1977-78 promedió 29,5 puntos por partido, el máximo de su carrera. En sus dos primeros partidos tras su vuelta, anotó 40 y 50 puntos ante Atlanta Hawks e Indiana Pacers respectivamente.
Mediada la temporada 1979-80 fue traspasado a Washington Bullets a cambio de Roger Phegley, siendo despedido poco después de comenzada la temporada siguiente, optando por retirarse.

## Estadísticas de su carrera en la NBA y la ABA

### Temporada regular
| Temporada | Edad | Equipo             | Liga  | P   | TIT | MIN  | TC   | TCA  | %TC  | 3P  | 3PA | %3P  | TL  | TLA | %TL  | R.OF. | R.DEF. | REB | ASIS | ROB | TAP | PER | FP  | PTS  |
| 1973-74   | 22   | New York Nets      | ABA   | 77  |     | 29.4 | 6.3  | 12.8 | .491 | 0.0 | 0.1 | .182 | 1.9 | 2.5 | .789 | 0.9   | 1.9    | 2.8 | 3.2  | 1.1 | 0.4 | 2.7 | 3.3 | 14.5 |
| 1974-75   | 23   | New York Nets      | ABA   | 75  |     | 25.0 | 4.9  | 10.2 | .482 | 0.0 | 0.2 | .231 | 1.6 | 2.0 | .837 | 0.7   | 1.3    | 2.0 | 2.6  | 0.8 | 0.3 | 2.0 | 2.5 | 11.5 |
| 1975-76   | 24   | New York Nets      | ABA   | 76  |     | 29.7 | 6.8  | 15.2 | .450 | 0.1 | 0.6 | .190 | 2.5 | 3.1 | .806 | 0.9   | 1.6    | 2.5 | 2.5  | 1.0 | 0.4 | 2.4 | 2.9 | 16.2 |
| 1976-77   | 25   | TOTAL              | NBA   | 72  |     | 34.5 | 8.6  | 18.7 | .459 |     |     |      | 3.6 | 4.6 | .787 | 0.6   | 2.1    | 2.7 | 2.8  | 1.5 | 0.2 |     | 3.4 | 20.8 |
| 1976-77   | 25   | New York Nets      | NBA   | 42  |     | 34.0 | 8.5  | 19.1 | .445 |     |     |      | 3.8 | 4.9 | .789 | 0.6   | 2.3    | 2.8 | 2.1  | 1.4 | 0.1 |     | 3.4 | 20.8 |
| 1976-77   | 25   | Indiana Pacers     | NBA   | 30  |     | 35.2 | 8.7  | 18.1 | .480 |     |     |      | 3.3 | 4.2 | .784 | 0.6   | 1.9    | 2.5 | 3.7  | 1.6 | 0.2 |     | 3.4 | 20.7 |
| 1977-78   | 26   | TOTAL              | NBA   | 75  |     | 36.4 | 9.6  | 22.0 | .438 |     |     |      | 4.4 | 5.2 | .847 | 0.9   | 2.1    | 3.0 | 2.9  | 1.3 | 0.1 | 3.0 | 3.1 | 23.7 |
| 1977-78   | 26   | Indiana Pacers     | NBA   | 42  |     | 34.5 | 8.0  | 18.9 | .421 |     |     |      | 3.2 | 3.8 | .832 | 0.8   | 2.0    | 2.9 | 3.1  | 1.1 | 0.0 | 3.0 | 3.1 | 19.1 |
| 1977-78   | 26   | New Jersey Nets    | NBA   | 33  |     | 38.8 | 11.8 | 25.9 | .454 |     |     |      | 6.0 | 7.0 | .857 | 1.0   | 2.3    | 3.2 | 2.5  | 1.4 | 0.3 | 3.1 | 3.2 | 29.5 |
| 1978-79   | 27   | New Jersey Nets    | NBA   | 74  |     | 33.1 | 8.6  | 18.5 | .465 |     |     |      | 5.0 | 5.9 | .854 | 0.7   | 1.9    | 2.6 | 3.4  | 1.2 | 0.2 | 3.1 | 2.9 | 22.2 |
| 1979-80   | 28   | TOTAL              | NBA   | 58  |     | 23.7 | 6.2  | 14.1 | .439 | 0.2 | 0.6 | .314 | 2.0 | 2.4 | .841 | 0.7   | 1.1    | 1.7 | 2.2  | 0.6 | 0.3 | 1.6 | 2.4 | 14.6 |
| 1979-80   | 28   | New Jersey Nets    | NBA   | 28  |     | 27.5 | 7.4  | 16.5 | .447 | 0.3 | 0.7 | .421 | 2.7 | 3.1 | .864 | 0.9   | 1.1    | 1.9 | 3.1  | 0.9 | 0.3 | 1.5 | 2.5 | 17.7 |
| 1979-80   | 28   | Washington Bullets | NBA   | 30  |     | 20.1 | 5.1  | 11.9 | .430 | 0.1 | 0.5 | .188 | 1.3 | 1.7 | .800 | 0.5   | 1.0    | 1.5 | 1.3  | 0.3 | 0.3 | 1.6 | 2.2 | 11.6 |
| 1980-81   | 29   | Washington Bullets | NBA   | 9   |     | 12.4 | 2.0  | 6.2  | .321 | 0.1 | 0.7 | .167 | 0.6 | 0.7 | .833 | 0.0   | 0.8    | 0.8 | 1.9  | 0.4 | 0.1 | 1.3 | 1.4 | 4.7  |
| Total     |      |                    | TOTAL | 516 |     | 30.1 | 7.2  | 15.8 | .458 | 0.1 | 0.4 | .234 | 3.0 | 3.6 | .826 | 0.8   | 1.7    | 2.5 | 2.8  | 1.1 | 0.3 | 2.5 | 2.9 | 17.5 |
|           |      |                    | NBA   | 288 |     | 31.8 | 8.2  | 18.2 | .449 | 0.2 | 0.6 | .293 | 3.8 | 4.5 | .833 | 0.7   | 1.8    | 2.5 | 2.8  | 1.1 | 0.2 | 2.6 | 2.9 | 20.1 |
|           |      |                    | ABA   | 228 |     | 28.0 | 6.0  | 12.7 | .472 | 0.1 | 0.3 | .197 | 2.0 | 2.5 | .808 | 0.8   | 1.6    | 2.4 | 2.8  | 1.0 | 0.4 | 2.4 | 2.9 | 14.1 |

### Playoffs
| Temporada | Edad | Equipo             | Liga  | P  | MIN  | TCA | TC  | 3PA | 3P | TLA | TL  | R.OF. | REB | ASIS | ROB | TAP | PER | FP  | PTS | %TC  | %3P  | %FT   | MIN  | PTS  | REB | AST |
| 1973-74   | 22   | New York Nets      | ABA   | 14 | 425  | 72  | 160 | 0   | 3  | 22  | 27  | 17    | 46  | 40   | 10  | 6   | 33  | 44  | 166 | .450 | .000 | .815  | 30.4 | 11.9 | 3.3 | 2.9 |
| 1974-75   | 23   | New York Nets      | ABA   | 5  | 118  | 26  | 43  | 0   | 1  | 8   | 13  | 3     | 10  | 10   | 1   | 3   | 10  | 21  | 60  | .605 | .000 | .615  | 23.6 | 12.0 | 2.0 | 2.0 |
| 1975-76   | 24   | New York Nets      | ABA   | 10 | 360  | 94  | 189 | 2   | 6  | 32  | 46  | 11    | 24  | 26   | 10  | 3   | 29  | 36  | 222 | .497 | .333 | .696  | 36.0 | 22.2 | 2.4 | 2.6 |
| 1978-79   | 27   | New Jersey Nets    | NBA   | 2  | 92   | 23  | 62  |     |    | 13  | 16  | 3     | 6   | 8    | 4   | 0   | 14  | 8   | 59  | .371 |      | .813  | 46.0 | 29.5 | 3.0 | 4.0 |
| 1979-80   | 28   | Washington Bullets | NBA   | 2  | 31   | 11  | 19  | 2   | 6  | 3   | 3   | 1     | 2   | 1    | 0   | 0   | 4   | 7   | 27  | .579 | .333 | 1.000 | 15.5 | 13.5 | 1.0 | 0.5 |
| Total     |      |                    | TOTAL | 33 | 1026 | 226 | 473 | 4   | 16 | 78  | 105 | 35    | 88  | 85   | 25  | 12  | 90  | 116 | 534 | .478 | .250 | .743  | 31.1 | 16.2 | 2.7 | 2.6 |
|           |      |                    | ABA   | 29 | 903  | 192 | 392 | 2   | 10 | 62  | 86  | 31    | 80  | 76   | 21  | 12  | 72  | 101 | 448 | .490 | .200 | .721  | 31.1 | 15.4 | 2.8 | 2.6 |
|           |      |                    | NBA   | 4  | 123  | 34  | 81  | 2   | 6  | 16  | 19  | 4     | 8   | 9    | 4   | 0   | 18  | 15  | 86  | .420 | .333 | .842  | 30.8 | 21.5 | 2.0 | 2.3 |

## Fallecimiento
Williamson, que había tenido que someterse a diálisis durante 8 años, falleció en 1996 en un hospital de su ciudad natal, New Haven, a causa de una insuficiencia renal. Tenía 45 años de edad. 6 años antes, su camiseta con el número 23 fue retirada por los New Jersey Nets como homenaje a su carrera.